# Цоли
Цоли (ингуш. Цӏоли) — село в Джейрахском районе Ингушетии. Входит в сельское поселение Гули. Родовое село ингушского тейпа Цолой.

## География
Расположено на юге Республики Ингушетия, рядом с рекой Сарту в 11 километрах на восток (по прямой) от Гули, административного центра поселения. Ближайшие населенные пункты: Гаппи, Някасте.

### Часовой пояс
Село Цоли, как и вся Республика Ингушетия, находится в часовой зоне МСК (московское время). Смещение применяемого времени относительно UTC составляет +3:00.

## Население
| 2010 |
| ---- |
| 0    |

## Инфраструктура
Отсутствует.